# Crittendenceratops
Crittendenceratops – rodzaj wymarłego dinozaura z kredy, amerykańskiego ceratopsa z rodziny ceratopsów.
Skamieniałości nieznanego zwierzęcia znaleziono w USA, na południowym wschodzie Arizony. Znajdują się tam skały formacji Fort Crittenden, powstałe w kredzie późnej, dokładniej zaś w późnym kampanie, z osadów rzecznych odkładających się w jeziorach, z najlepszą ekspozycją w okolicy kanionu Adobe. Grubość osadów wynosi aż 1700 m. Formację podzielono na pięć ogniw, nie podając formalnych nazw. Jedno z ogniw buduje łupek ilasty. Pośród tych skał znaleziono pozostałości czaszek dwóch osobników, wydobyte po części przez wolontariuszy w ostatniej dekadzie XX wieku, po części (holotyp) w 2000 przez Stana Krzyzanowskiego. Wykazywały one cechy dinozaurów rogatych z grup Centrosaurinae i Nasutoceratopsini, charakteryzowały się jednak pewnymi odrębnościami pozwalającymi na kreowanie nowego taksonu. Cechą typową dla Centrosaurinae jest kość łuskowa z pojedynczym wyrostkiem grzbietowym, z dużymi strukturami zwanymi episquamosal undulations, a także przynajmniej pięć kości epiparietalnych w kryzie kostnej ciemieniowo-łuskowej o szerokiej gałęzi przyśrodkowej. Wspomniane kości epiparietalne przyjmują kształt trójkątny, wklęsły od strony grzbietowej, a wypukły brzusznie. Ponadto wzdłuż brzegu grzbietowo-przyśrodkowego gałęzi ciemieniowej kryzy autorzy podają dwie trójkątne, hakowate struktury, prawie dorównujące wielkością kościom epiparietalnym.
Sebastian G. Dalman, John-Paul M. Hodnett, Asher J. Lichtig i Spencer G. Lucas opublikowali w 2018 pracę zatytułowaną A new ceratopsid dinosaur (Centrosaurinae: Nasutoceratopsini) from the Fort Crittenden Formation, Upper Cretaceous (Campanian) of Arizona (Nowy dinozaur z ceratopsów (Centrosaurinae: Nasutoceratopsini) z formacji Fort Crittenden, kreda późna (kampan) Arizony). Opisywanemu rodzajowi nadali nazwę Crittendenceratops. Nazwę ukuli od nazwy formacji Fort Crittenden, do której dołączyli słowo ceratops pochodzące ze zlatynizowanej greki i oznaczające rogatą twarz, używane także w nazwach innych dinozaurów rogatych (Sinoceratops, Auroraceratops, Mosaiceratops). W obrębie rodzaju umieszczono gatunek typowy Crittendenceratops krzyzanowskii. Epitet gatunkowy upamiętnia Stana Krzyzanowskiego, który znalazł i wydobył holotypowy okaz, nieżyjącego już w czasie publikacji pracy tworzącej gatunek.
Rodzaj zaliczono do ceratopsów z grupy Neoceratopsia. W ich obrębie umieszczono go w wyróżnionej przez Marsha w 1888 rodzinie Ceratopsidae. Wśród ceratopsów rodzaj zaliczono do podrodziny Centrosaurinae, rozpowszechnionej w kampanie w całej Ameryce Północnej i z pojedynczymi przedstawicielami w Azji (Sinoceratops zhuchengensis). W podrodzinie tej wyróżnia się jeszcze klad Nasutoceratopsini definiowany jako wszystkie taksony bliższe Avaceratops lammersi i Nasutoceratops titusi niż Centrosaurus apertus. Znalezienie nowego przedstawiciela Nasutoceratopsini w późnokampańskich skałach wskazuje, że grupa nie wyginęła przed późnym kampanem. Zwierzę zamieszkiwało środowisko równiny zalewowej pełne rzek i jezior.